# Siegmund von Hausegger
Siegmund von Hausegger (16 de agosto de 1872, Graz-10 de octubre de 1948, Múnich) fue un compositor y director de orquesta austriaco. 
Dirigió en varias ciudades de Alemania y Austria, destacando Graz, Múnich, Fráncfort del Meno, Berlín y Hamburgo. Entre sus composiciones se encuentran misas, óperas y poemas sinfónicos.
Debe su fama, en su mayor parte, a ser el primer director en interpretar la Novena Sinfonía de Anton Bruckner en su forma original. La sinfonía había sido estrenada de forma póstuma, en una versión que había sido sustancialmente reelaborada por Ferdinand Löwe. Löwe realizó cambios que afectaron a la armonía, las dinámicas y las frases, en un intento de hacer la sinfonía más comprensible para el público. En 1932, von Hausseger presentó un concierto en el cual la sinfonía fue interpretada dos veces por la Orquesta Filarmónica de Múnich, primero en la versión de Löwe, después utilizando la partitura original de Bruckner. Actualmente, la sinfonía se interpreta casi siempre en la versión original de Bruckner. Von Hausseger también realizó la primera grabación comercial de la sinfonía con la Filarmónica de Múnich en 1938 para HMV.
- Datos: Q647871
- Multimedia: Siegmund von Hausegger / Q647871